# 아이다 쇼코
아이다 쇼코(일본어: 相田 翔子, 1970년 2월 23일 ~ )는 일본의 배우이자 가수이다. 원래 1988년 스즈키 사치코와 함께 Wink로 데뷔하였다. 동경 도 히가시무라야마시 출생으로 현재 업프런트 크리에이트 소속이다. 프로레슬링 관전과 모델건 수집이 취미로 보인다.

## 프로필
어렸을 때부터 연년생 언니와 함께 노래 부르기를 좋아해서 중2때 친구가 대신 응모한 오디션에 합격하여 가수 데뷔 준비를 시작한다. 하지만 학교 교칙에 연예 활동 금지가 있어서 데뷔를 하지 못하다가 고교 졸업 후인 1988년 "UP TO BOY" 미스업 그랑프리의 인연으로 만난 스즈키 사치코와 함께 Wink를 결성한다.
당시에는 "웃지 않는 아이돌"로 유명했는데, 갑작스런 인기에 당황하여 긴장을 풀 수 없어서 웃을 수 없었다는 당사자의 말이 전해진다. 1995년부터 솔로 활동 프로젝트를 시작해서 결국엔 1996년 3월에 Wink 활동을 정지한다.
이후에 2년 정도는 앨범 준비 등으로 칩거하였으나 발표한 앨범이 크게 성공을 거두지 못하고 1998년부터는 예능 버라이어티 프로에 자주 출연하게 된다. 최근에는 여배우로서 활발한 활동을 하고 있다.

## 출연

### 드라마
- 싫은게 아니야 (キライじゃないぜ, 1992년 7월~9월, 도쿄 방송) 오오사와 레이코(大沢礼子)역
- 하얀 시트의 여자 (白いシーツの女, 1992년 7월~9월, TBS) 마리(真理)역
- 찬스! (チャンス!, 1993년 4월~6월, 후지테레비) 히라쿠리 요꼬(平栗洋子)역
- 토요 와이드 극장, 아줌마는 형사! (おばはん刑事!流石姫子4, 2000년 4월, 테레비 아사히) 시라카와 치하루(白河千春)역
- 월요 드라마 스페셜, 여자형무소 (女子刑務所 東三号棟2, 2000년 4월, TBS) 카와이(河合育代)역
- 안녕히 천국에 가까운 남자 (さらば天国に一番近い男 東京大爆破計画を阻止できなかったら即死亡!, 2000년 12월, TBS) 카토 아이꼬(加藤愛子)역
- 루키! (ルーキー!, 2001년 6월 후지테레비) 제11화 키타노 나미(北野奈美)역
- 상처 투성이 러브송 (傷だらけのラブソング, 2001년 11월, 후지테레비) 야스다 쿄코(安田杏子)역
- 핫초보리의 7인 (八丁堀の七人, 2002년 1월) 제1화 미나(美奈)역
- 속 헤이세이 부부 찻집 (続・平成夫婦茶碗, 2002년 3월, 니혼테레비)
- 토요 와이드 극장, 교토 삿포로 눈축제 연속 살인 (京都～札幌 雪まつり連続殺人, 2002년 3월, 테레비 아사히) 니시야마 유리코(西山百合子)역
- 쿄토 카모가와히가시서 미궁과 (京都鴨川東署迷宮課, 2002년 6월, 테레비 아사히) 제4화 타키카 나츠코(滝田奈津子)역
- 금요 시대극 (茂七の事件簿 新ふしぎ草紙, 2002년 9월, NHK 종합 텔레비전) 오히(お品)역
- 켄타의 음식 탐험 (健太の食探検 ハム太郎といっしょ!, 2003년 2월, 테레비 도쿄) 선생님역
- 덜렁이 형사 순정파 (はぐれ刑事純情派, 2004년 9월, 테레비 아사히) 제10화 이노우에 카오루/사와무라 카오루(井上かおる/沢村かおる)역
- 토요 와이드 극장 (ドクVSデカ 〜心療内科医＆殺人課刑事の捜査ファイル2, 2004년 9월, 아사히TV), 코바야카와 유카리(小早川ゆかり)역
- 토요 와이드 극장 (結婚詐欺殺人事件 信州千曲川殺意の旅情, 2005년 3월, 테레비 아사히) 혼고 히로코(本郷比呂子)역
- 일곱 빛깔 만세 (七色のおばんざい, 2005년 6월~7월, NHK 종합 텔레비전) 요시나가 에츠코/타니야마 미스즈(吉永悦子/谷山美鈴)역, 일일 연속극 첫주연
- 월요 골든, 소아 응급 카르테 생명의 110번 (小児救急カルテ いのち110番, 2006년 5월, 도쿄 방송) 아마노 치요(天野智代)역
- 태합기, 천하를 얻은 남자, 히데요시 (太閤記〜天下を獲った男・秀吉, 2006년 10월~12월, 테레비 아사히) 상점 종업원역
- 월요 골든 (心研ぎます! 鷹宮光次郎の旅情事件簿 刀研ぎ師の人情放浪記, 2007년 1월, TBS) 하루가제 우라라(春風うらら)역
- 스릴있는 밤 시리즈1 육아의 천재 (スリルな夜 子育ての天才, 2007년 4월~6월, 후지테레비) 오쿠로 나츠코(大黒夏子)역

### 영화
- 골든 러시 (ゴールドラッシュ, 1990년 12월, 토에이) 시미즈 사나에(清水早苗)역
- 프라이드, 운명의 순간 (プライド・運命の瞬間, 1998년 5월, 토에이) 토조 코즈에(東條光枝)역
- 컨트리걸, 북해도 목장 이야기 (カントリー・ガール 北海道牧場物語, 2000년 7월, 업프런트에이전시) 미와 다에코(三輪多恵子)역
- 용서받지못한자 (許されざるもの, 2003년 3월, 시네마 파라다이스) 모리베 요코(守部洋子)역
- 17세, 여행 중인 두사람 (17才 〜旅立ちのふたり〜, 2003년 9월, 토에이)
- 하나와 앨리스 (花とアリス, 2004년 3월, 토에이) 아리스카와 카요(有栖川加代)역
- Break Out! (2005년 1월, 카에루 카페) 아쿠네 리카(阿久根リカ)역
- 원식 (怨喰, 2006년 6월, 토에이) 우타 아사코(宇田亜沙)역
- 무지개 여신 (虹の女神 Rainbow Song, 2006년 10월, 토호) 모리카와 치즈루(森川千鶴)역
- 눈물로 가득 찬 페트병, 칸베의 편지 (涙でいっぱいになったペットボトル 〜カンペの手紙〜, 2007년 9월, 미디어 웍스) 민쥬(ミンジュ)역
- 인스턴트 늪 (インスタント沼, Instant Swamp, 2009년 5월, 가도카와 영화）이이야마 와카코(飯山和歌子)역

### 라디오 방송
- P-POP STATION 페스터눈 (1996년 4월~1998년 3월, FM아이치)
- 지중해 사운드 스케이프 (2003년 10월~2004년 9월, TOKYO FM)
- 사이토카즈미의 S/N/A/P (2004년 9월~2005년 3월, 분카방송)
- PULSE OF THE WORLD (2005년 4월~)
- 지중해 SOUND STROLL (2007년 1월~, FM넥파이브)
- 츤쿠방 (2001년 7월~2002년 9월, TBS라디오)

### 공연 및 연극
- 메르헨 코미디 FOOLS (2001년 1월) 소피아(ソフィア)역
- 신판 추신구라 외전 (新版忠臣蔵外伝 "喧嘩安兵衛", 2003년 5월), 미요(お美代)역
- 시간의 흐름에 몸을 맡겨 (劇団シニアグラフィティ 第2回公演 昭和歌謡シアター"時の流れに身をまかせ", 2006년 9월) 사이온지 케이코(西園寺啓子)역
- 매미 늦가을에 (大阪松竹座 新築開場10周年記念 "蝉しぐれ", 2007년 9월) 후쿠(お福)역
- 일본-몽고 친선 특별 공연 징기스칸 (わが剣, 熱砂を染めよ, 2008년 1월) 카르카역

## 음반
※ Wink 당시 싱글 25장, 앨범 25장 취입

### 앨범
- JOIA (1996년 5월 25일, PSCR-5455)
  1. Do-Sol
  2. Joia
  3. サヨナラしかあげない
  4. i Julia
  5. AFRICA
  6. Vellrina 〜真珠〜
  7. CORAÇÃO 〜コラソン〜
  8. 魚になりたい
  9. i Julia -instrumental version-
  10. Blue Lagoon
- Luz (1997년 5월 25일, PSCR-5603)
  1. Intro 〜新しい水
  2. 愛された薔薇
  3. 3,2,1 and 0
  4. 目覚めましょう
  5. Andy
  6. 始まりは東の空
  7. 朝の光
  8. 裸で眠りましょう
  9. 熱砂
  10. 0:00 a.m. 〜午前0時
  11. 太陽の国
- C'est･mon･･na〜Best of Shoko Aida
  1. 冷たい月の夜
  2. 베스트 앨범
- PARIS, JE T'AIME D'AMOUR (2003년 1월 29일, EPCE-2020)
  1. 恋は水色 (L'amour est bleu)
  2. アネマ・エ・コーレ (Ánema e core)
  3. パリ・ジュテーム (Paris, je t'aime d'amour")
  4. マミー・ブルー (Mamy blue)
  5. 悲しき雨音 (Rhythm of the Rain")
  6. 涙の日曜日 (Bella da morire)
  7. 愛のめざめ (Ho capito che ti amo)
  8. ヴィーナスたちの風景 (Vénus des abribus)
  9. ピノキオ (Pinocchio)
  10. Blue Lagoon
  11. 君だけを愛して (Io che amo solo te)
  12. 愛の物語 (Nos mots d'amour)
- To pathos (2003년 11월 27일, EPCE-2013)
  1. デン・イメ・エドー 〜わたしはもうここにいない〜 (Δεν είμαι εδώ)
  2. ト・パトス 〜情熱〜 (O Pastor)
  3. はかない愛だとしても (Il me dit que je suis belle)
  4. 哀しみの影 (Yesterday Yes a day)
  5. わたしたち20才 (Questi vent'anni miei)
  6. グリスビーのブルース (Le Grisbi)
  7. 悲しみの兵士 (Les hommes)
  8. 太陽のとびら (Alle porte del sole)
  9. ジー・オー・ユーダス (Ζει ο Ιούδας)
  10. ホリース・フテラー 〜翼もないのに〜 (Χωρίς φτερά)
- Delphinium (1992년 5월 25일, PSCR-1052) Wink 시절 솔로 앨범
  1. Believe Moon -instrumental version-
  2. Pleasure
  3. アンビバレンス
  4. LOVE
  5. 黙示録
  6. VOX 〜あなたには聞こえない〜
  7. Believe Moon

### 싱글
- i Julia (1996년 1월 20일)
- Joia (1996년 4월 25일)
- 裸で眠りましょう (1996년 8월 25일)
- ゆりかごを揺すられて (1998년 5월 2일)
- ナチュラル〜抱きしめてこのままで〜 (2000년 5월 17일)
- クレタの白い砂 (2004년 4월 28일)
- 夜明けの雨はピアニッシモ (2004년 11월 17일)

### 그밖에
- 花の予感 (1997년 3월 20)
- ほたる列車 (2004년 6월)
- あなたとの別れ詩 (2006년 9월)

## 출판

### DVD
- 에게해

### 사진집
- 현재, 여기에 있는 나 (ISBN 4-8124-0472-X)
- 에게해 (ISBN 4-04-894254-9)

### 수필
- 아이다 쇼코 하트풀 에세이 "素顔", 윙크 업 연재작 모음 (1992년 9월~1994년 9월)

## 같이 보기
- Wink
- 스즈키 사치코